# Croftnacreich
Croftnacreich is een dorp ongeveer 2 kilometer ten noorden van North Kessock in de Schotse lieutenancy Inverness in het raadsgebied Highland.